# Риолит
Риолитът е вулканична ефузивна скала. Минералният ѝ състав обикновено включва кварц, алкален фелдшпат и плагиоклаз, често с примеси от биотит и пироксен. Риолитът е светлосив или розов на цвят, с порфирна структура - в стъкловидната аморфна маса се съдържат порфирни пръски от фелдшпат, кварц, биотит. Понякога текстурата му е пореста. Риолитът е вулканичен аналог на интрузивната скала гранит.